# (234750) Amymainzer
(234750) Amymainzer est un astéroïde de la ceinture principale.

## Description
(234750) Amymainzer est un astéroïde de la ceinture principale. Il fut découvert le 8 juillet 2002 à l'Observatoire Palomar par le programme NEAT. Il présente une orbite caractérisée par un demi-grand axe de 3,20 UA, une excentricité de 0,21 et une inclinaison de 19,4° par rapport à l'écliptique.

## Compléments
L'astéroïde est nommé en l'honneur de l'astronome américaine Amy Mainzer.